# Jatropha curcas

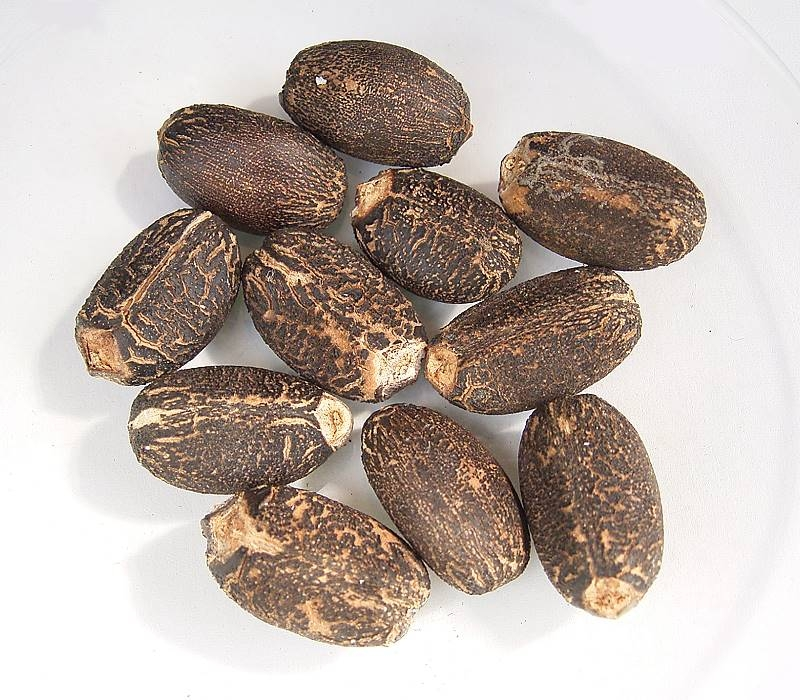
Sementes de Jatropha curcas.

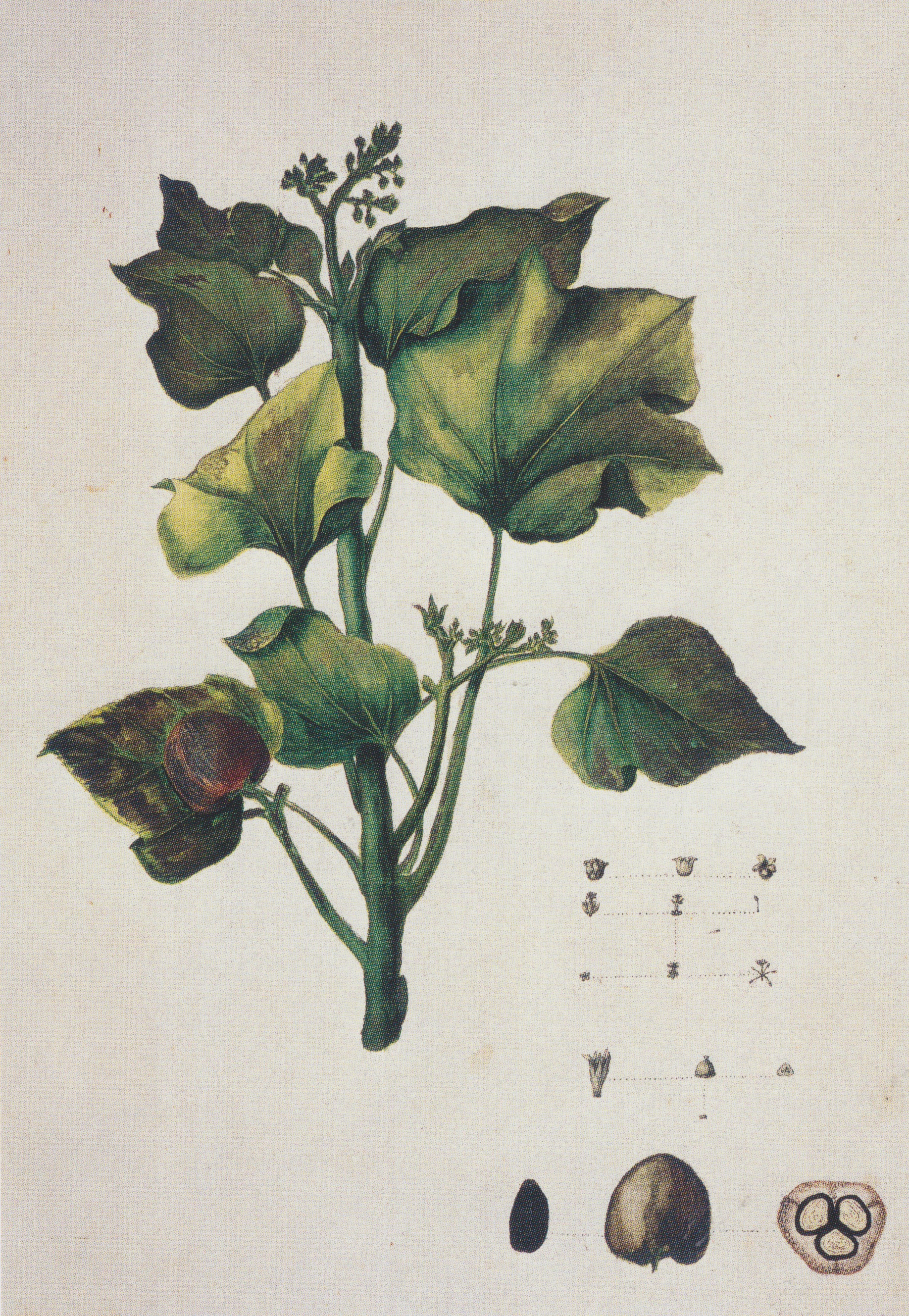
Ilustração

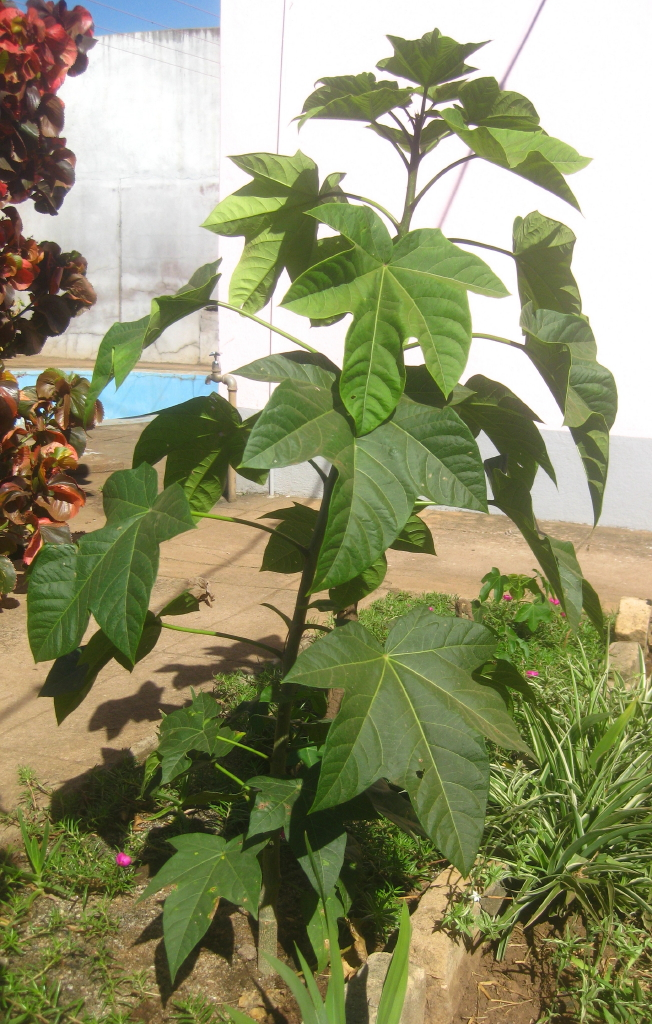
Hábito da planta.

Jatropha curcas L. é uma espécie de planta da família Euphorbiaceae conhecida pelos nomes comuns de purgueira, pinhão-manso, jatrofa, mandubiguaçu, pinhão-de-purga e pinha-de-purga. Com distribuição natural no sul do México e América Central, a espécie é amplamente cultivada para a produção de biocombustíveis (biodiesel) e como planta medicinal, estando naturalizada na maioria das regiões tropicais e subtropicais. As sementes contêm 27-40% de óleos vegetais (média: 34.4%) que podem ser facilmente processados para produzir biodiesel de alta qualidade, utilizável em motores diesel convencionais. As sementes são também uma fonte da toxalbumina conhecida por curcina ou jatrofina, um composto de elevada toxicidade, com relatos de intoxicação em humanos.

## Descrição
J. curcas é um arbusto ou pequena árvore (microfanerófito a mesofanerófito), venenoso, parcialmente suculento, semi-perene, com até 6 m de altura, mas geralmente de 1 a 5 m de alto, muito resistente à aridez, o que permite a sua cultura em regiões desérticas. Os ramos mais jovens contêm uma seiva de coloração rosada, ligeiramente leitosa, sendo os caules amisa antigos recobertos por um ritidoma esfoliante.
A espécie é monoica, com folhas ovadas, por vezes levemente 3–7-lobadas, 10–25 cm de comprimento e 9–15 cm de largura, lobos agudos, base amplamente cordada, glabrescentes na face inferior. Os pecíolos com 8–15 cm de comprimento, glabros e estípulas reduzidas.
Ao florescer apresente inflorescência em forma de dicásio terminal, 10–25 cm de comprimento, com múltiplas ramificações, formando geralmente estruturas planas. As flores apresentam sépalas inteira, pétalas fundidas, 5–6 mm de comprimento, hirsutas por dentro, verdosas ou branco-amareladas, com 10 estames, as anteras 1–1,6 mm de comprimento e o ovário glabro.
O fruto é uma cápsula tricoca, ovoide a ligeiramente trilobada, com até 3 cm de comprimento e 2 cm de largura, carnosa, mas deiscente ao maturar. As sementes são oblongas, elipsoides, com 15–22 mm de comprimento, apresentando uma coloração escura e contidas em frutos tipo. A semente é constituída, em média, de 75% de embrião e 25% de tegumento, apresentam pequena variação de tamanho e densidade, além de não apresentar problemas de dormência.

## Distribuição
Nativa da América Central, foi difundida pelas regiões tropicais e subtropicais da Ásia e África por comerciantes portugueses, como planta medicinal, depois amplamente usada em cercas e abrigos. Na actualidade apresente distribuição cosmopolita nas regiões tropicais e subtropicais devido à sua grande facilidade em se adaptar a condições adversas, nomeadamente à secura, aos solos degradados e à salinização dos solos e águas.
Resiste a elevada secura nos solos, crescendo em regiões precipitação anual de apenas 250 a 600 mm. Em cultura é resistente a pragas e a patógenos, não requerenso o uso de pesticidas graças às características pesticidas e fungicidas naturais da planta. A planta pode viver até aos 40 anos de idade.

## Cultivo e usos comerciais
No clima semiárido da Região Nordeste do Brasil, depois de cinco anos de experimentos com pinhão-manso, o pesquisador da Embrapa Semiárido (em Petrolina, em Pernambuco), Marcos Drummond, informou que um dos principais gargalos do cultivo está na colheita. Os frutos amadurecem desuniformes, o que prejudica e aumenta o custo da mão de obra. "Enquanto não se resolver este problema, a cultura fica inviável economicamente. O trabalho de melhoramento genético é fundamental para obter uniformidade na maturação dos frutos. Também é necessário estabelecer modelos de sistemas produção", reforça Drummond. Nesta região, com precipitação de 500 mm, é inviável produzir economicamente sem irrigação. Nos experimentos, após repetição de quatro anos, tem-se observado uma produtividade de 4 mil/kg/sementes/ha, onde estão sendo fornecidos 20 litros de água por semana. Nas mesmas condições, mas sem irrigação, a produtividade não chega a 300/kg/sementes/ha. "Esses dados mostram que o pinhão-manso tem potencial. Só precisamos ajustar a cultura às condições ambientais", comprova Drummond. Comparada as outras espécies, o pinhão-manso apresenta menor demanda de água, porém necessita de um suprimento regular ao longo do ano. Também é uma modalidade que não compete com o fornecimento de comida.
Na Índia, onde o cultivo da purgueira têm tradicionalmente estado nas mãos dos pequenos produtores, existem planos para semear até 40 milhões de hectares com Jatropha. A multinacional British Petroleum tem um projecto experimental para produzir biodiesel a partir de uma plantação de 100 mil ha na Indonésia. A construtora automóvel DaimlerChrysler testou automóveis Mercedes movidos exclusivamente com diesel de Jatropha. 

## Taxonomia
Jatropha curcas foi descrita por Carolus Linnaeus, tendo a sua descrição científica publicada em Species Plantarum 2: 1006. 1753. O epíteto específico "curcas" foi utilizado pela primeira vez pelo médico português Garcia de Orta no século XVI e é de origem incerta.
Cultivada comercialmente nas regiões semi-áridas da zona tropical e subtropical, a espécie recebe múltiplas designações nos países lusófonos, com etimologia por vezes assente nas línguas nativas locais. O nome comum brasileiro "mandubiguaçu" é formado pela junção dos termos tupis mãdu'bi (amendoim) e guaçu (grande), significando, portanto, "amendoim grande". É uma referência a suas sementes, semelhantes às do amendoim. "Purgueira" e "pinhão-de-purga" também são referência às suas sementes, que contêm um óleo tóxico com efeito purgativo.
A espécie apresente uma variada sinonímia, resultado da vesta área de expansão da planta e da sua variabilidade morfológica.

## Galeria

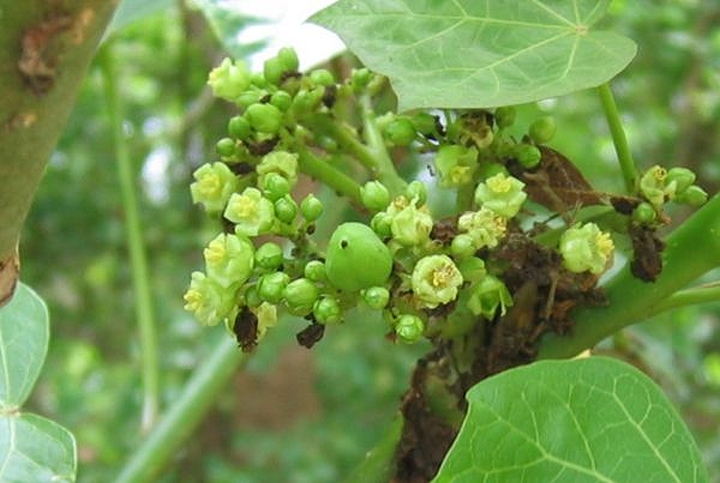
Inflorescência.
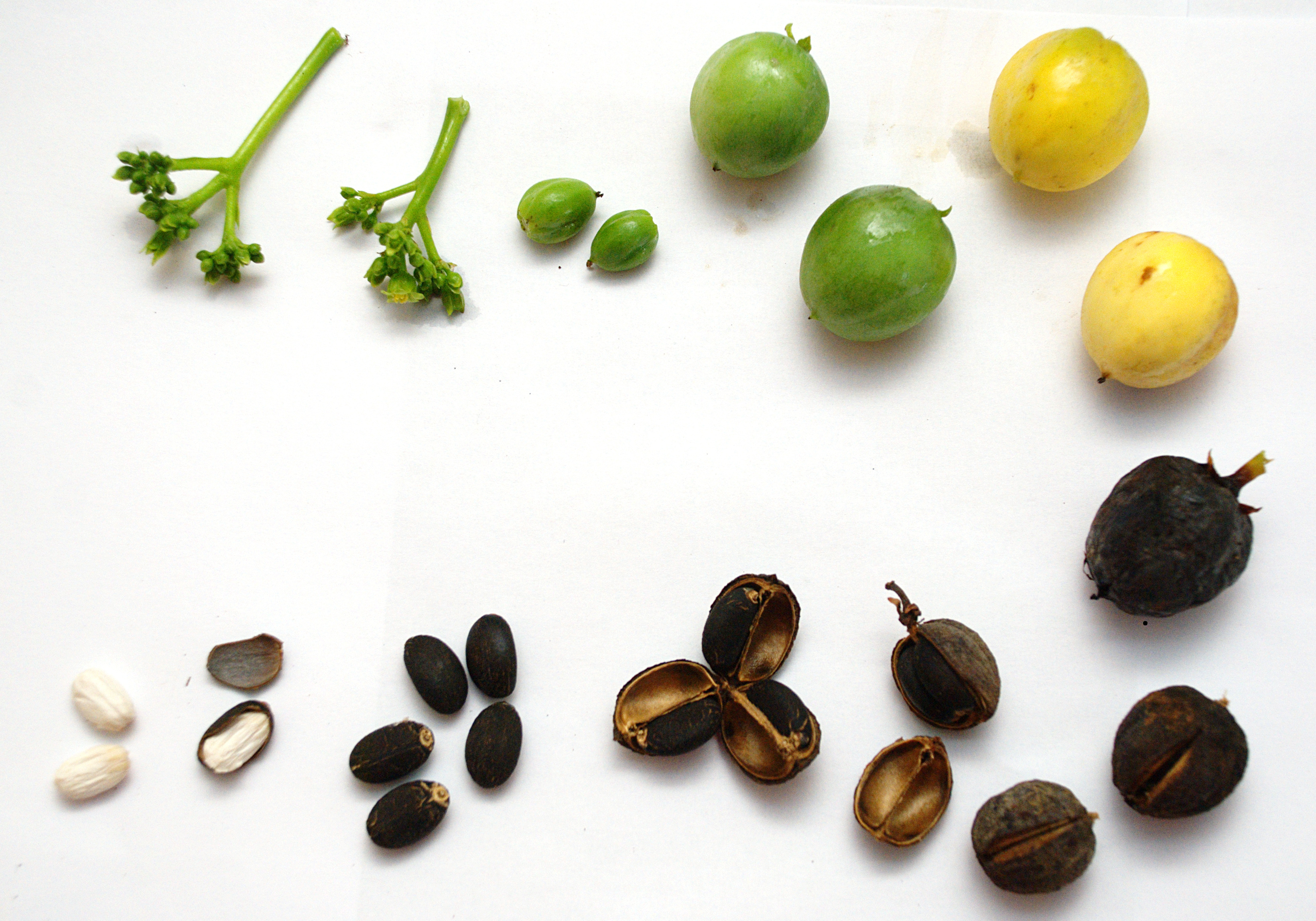
Desenvolvimento do fruto.
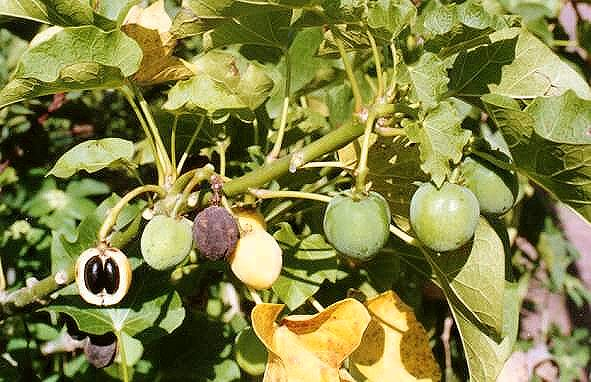
Frutos em vários estados de maturação.
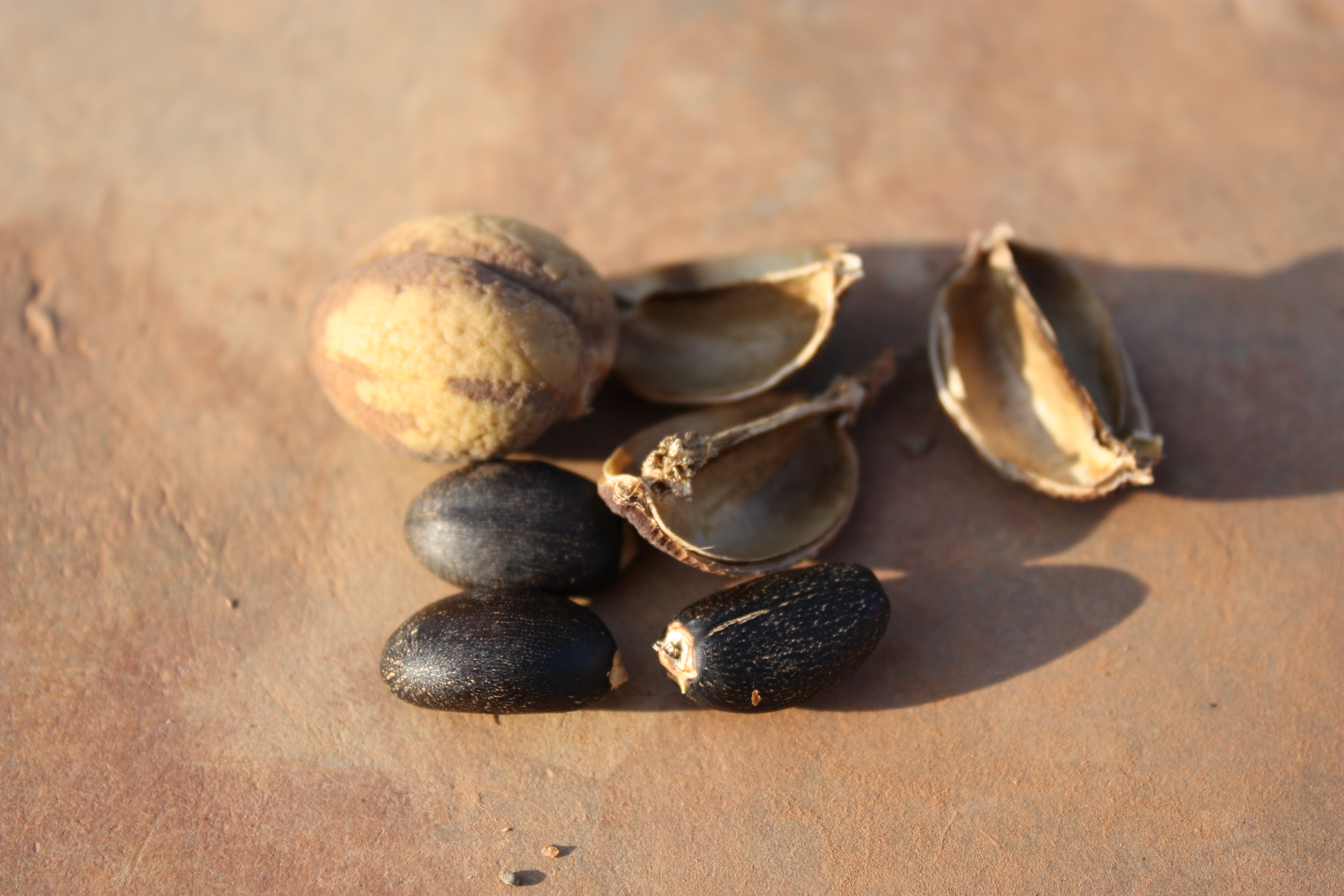
Fruto e sementes.
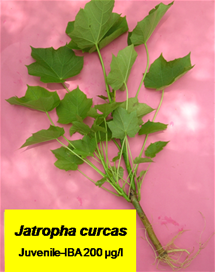
Propagação de Jatropha curcas por estaca.
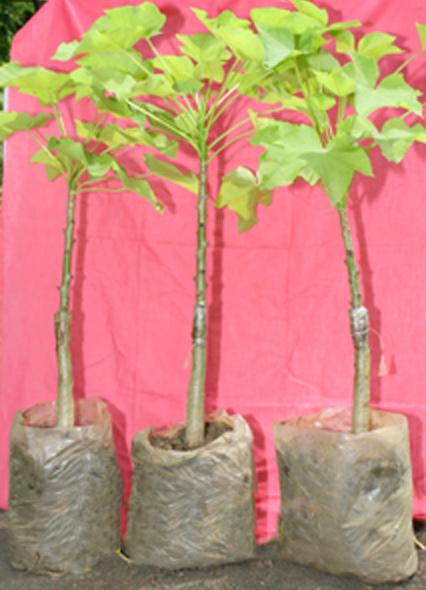
Propagação de Jatropha curcas por enxertia.
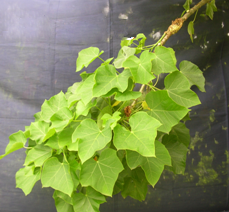
Propagação de Jatropha curcas por mergulhia (no terreno e subaérea).
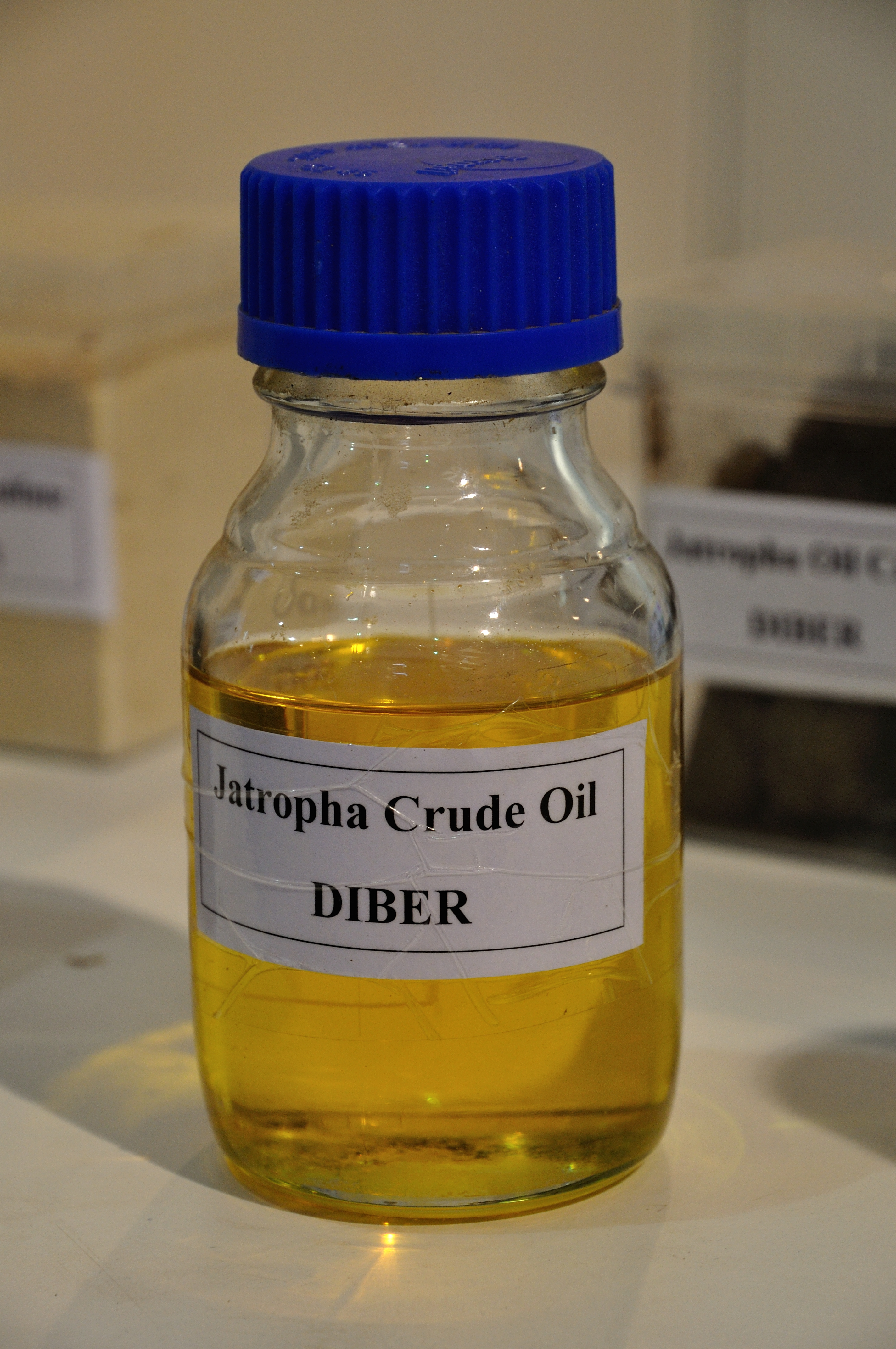
Óleo de jatrofa (em estado bruto).